# Флаг Нижнетуринского муниципального округа
Флаг Нижнетуринского городского округа Свердловской области Российской Федерации является опознавательно-правовым знаком, составленным в соответствии с правилами вексиллологии на основании герба Нижнетуринского городского округа, воспроизводит его символику и, наряду с ним, служит официальным символом муниципального образования.
Флаг утверждён 19 мая 2004 года решением Территориальной Думы муниципального образования Нижнетуринский район № 12 как флаг муниципального образования Нижнетуринский район (после муниципальной реформы — Нижнетуринский городской округ) и внесён в Государственный геральдический регистр Российской Федерации с присвоением регистрационного номера 1465.
Решением Думы Нижнетуринского городского округа от 23 ноября 2012 года № 122 предыдущее решение признано утратившим силу и данный флаг утверждён флагом Нижнетуринского городского округа.

## Описание
«Полотнище с соотношением сторон 2:3, разделённое по вертикали на две равные части — синюю и зелёную, с воспроизведением в центре фигур герба Нижнетуринского городского округа: белого якоря, жёлтых ветвей шиповника и солнечной короны (пламенеющего кольца), оборотная сторона зеркально воспроизводит лицевую».

## Обоснование символики
Якорь служит указанием на производство, прославившее Нижнюю Туру по всей России. Переплетение его лап с солнечной короной, образует собой условный знак золота и платины, использовавшийся в поздней алхимии и ранней химии и указывающий на золото-платиновые месторождения.
Ветви шиповника (шайтан-ягоды) указывают на природно-археологический памятник — гору Шайтан, разделяющую город на две части. Плоды шиповника обозначают также природные богатства.